# Pterostichus brachypterus
Pterostichus brachypterus är en skalbaggsart som beskrevs av Maximilien de Chaudoir. Pterostichus brachypterus ingår i släktet Pterostichus och familjen jordlöpare. Inga underarter finns listade i Catalogue of Life.